# Павел (Лебедь)
Митрополи́т Па́вел (в миру Пётр Дмитриевич Лебедь, укр. Петро Дмитрович Лебідь; 19 апреля 1961, село Борбин, Ровненская область) — епископ Украинской православной церкви, митрополит Вышгородский и Чернобыльский, викарий Киевской митрополии, наместник Свято-Успенской Киево-Печерской лавры, председатель Синодальной комиссии по делам монастырей Украинской православной церкви, постоянный член Священного синода УПЦ, член Межсоборного присутствия Русской православной церкви.
Тезоименитство — 29 июня (12 июля).

## Биография
Родился 19 апреля 1961 года в селе Борбин Млиновского района Ровенской области УССР (ныне село относится к Дубенскому району Ровенской области Украины).
В 1976 году окончил Борбинскую восьмилетнюю школу, а в 1978 году — Долгошиевскую среднюю школу.
В 1978—1980 годах учился в Луцком техникуме советской торговли.
В 1981—1983 годах проходил военную службу в рядах Советской Армии.
С 1984 по 1988 год учился в Московской духовной семинарии.
24 мая 1986 года был рукоположён в сан диакона ректором Московской духовной семинарии архиепископом Дмитровским Александром в Смоленском храме Троице-Сергиевой Лавры.
7 января 1988 года был рукоположён в сан священника архиепископом Волынским и Ровенским Варлаамом в Троицком кафедральном соборе города Луцка.
После окончания Московской духовной академии решением Учёного совета был направлен на служение в Волынскую и Ровенскую епархию в село Низкиничи Иваничевского района Волынской области (теперь — Успенский мужской монастырь).
26 июня 1989 года по благословению патриарха Пимена был пострижен в монашество с именем Павел в честь первоверховного апостола Павла архиепископом Волынским и Ровенским Варлаамом (Ильющенко) в Свято-Троицком кафедральном соборе Луцка.
30 мая 1992 года был возведён в сан архимандрита епископом Волынским и Луцким Варфоломеем.
30 марта 1994 года был назначен наместником Свято-Успенской Киево-Печерской Лавры.

### Архиерейское служение
19 апреля 1997 года был рукоположён в сан епископа Вышгородского, викария митрополита Киевского и всея Украины.
27 декабря 2002 года назначен председателем новообразованной Синодальной комиссии по делам монастырей Украинской Православной Церкви.
9 июля 2003 года, в праздник Тихвинской иконы Божией Матери, предстоятелем Украинской православной церкви митрополитом Владимиром, был возведён в сан архиепископа.
С 27 июля 2009 года — член Межсоборного присутствия Русской православной церкви.
1 мая 2011 года митрополитом Киевским и всея Украины Владимиром был возведён в митрополиты с титулом Вышгородский и Чернобыльский.
14 июня 2011 года введён в состав постоянных членов Священного синода УПЦ.
Решением Синода УПЦ МП от 26 августа 2011 утверждён председателем Синодальной комиссии по делам монастырей Украинской православной церкви.
С 26 января по 8 мая 2012 года был временно управляющим Киевской епархией в период болезни митрополита Киевского и всея Украины Владимира.
В июне 2012 года митрополит тяжело заболел, его госпитализировали с высокой температурой и болями в сердце, а после в его крови обнаружили мышьяк и ртуть. По словам митрополита, в этом инциденте он никого не подозревал и не собирался принимать каких-либо чрезвычайных мер: «Если посмотреть с духовной точки зрения, Господь уже не впервые показал на мне Свой Промысл и Свою волю».
19 апреля 2016 года по случаю юбилея удостоен права ношения второй панагии.
Является сторонником Украинской православной церкви Московского патриархата и противником Православной церкви Украины. В связи с этим 29 ноября 2018 года митрополит заявил, что на него заведено несколько уголовных дел, оказывается давление и поступают угрозы. В Киево-Печерскую лавру пришли сотрудники министерства культуры Украины и начали инвентаризацию, а 30 ноября 2018 года Служба безопасности Украины провела обыск по месту жительства митрополита Павла в рамках уголовного дела о «разжигании межконфессиональной вражды».
В 2021 году Павел в интервью сериалу «Паломница», снятому Оксаной Марченко, заявил, что серийный убийца Анатолий Оноприенко, убивший 52 человека (сам Павел заявил, что убийств было 56), ходил к нему на исповедь, сознавался ему в убийствах и предлагал сдать его в полицию, но Павел отказался и отпустил его грехи.

## Критика и факты
Павел неоднократно становился объектом журналистских расследований, в которых обвинялся в поведении, противоречащим христианским заповедям; в связи с этим широко известен под прозвищем Паша Мерседес.
В сентябре 2012 года на просьбу журналистки Ксении Карпенко ответить на вопросы о роли материальных ценностей в жизни церкви, митрополит бурно отреагировал, начал ругаться, обзывать «стервой» и «шалавой», а фотографа Наталью Кравчук «обезьяной», после чего накинулся на журналистку и вырвал из рук телефон. После публичного освещения ситуации настоятель Лавры попросил президента, спикера ВР «принять какие-то меры по отношению к безумным журналистам. Подчёркиваю — к безумным журналистам — не ко всем».
В 2022 году был задержан и обвинён в попытке провезти контрабандой церковные ценности. Сам епископ отверг обвинения, заявив, что провозил «купленные в иконной лавке иконы, которые не имеют никаких исторической и культурной ценностей».
1 декабря 2022 года, на фоне вторжения России на Украину, попал в санкционный список Украины, так как Лебедь «поддерживает действия и политику РФ, подрывающие и угрожающие территориальной целостности, суверенитету и независимости Украины, а также её стабильности и безопасности». Предполагается блокировка активов, ограничение торговых операций, блокирование вывода капиталов за пределы страны и лишение государственных наград Украины.
19 января 2023 года в Киеве было возбуждено уголовное дело против Павла, в связи с его рождественской речью, в которой митрополит сообщил о том, что власти Украины организовали гонения на православную церковь и назвал предстоятеля Украинской православной церкви Киевского патриархата Филарета «сущим бесом». Депутат Верховной рады Ярослав Юрчишин обратился в Генпрокуратуру с просьбой о проверке заявлений митрополита Павла.
В апреле 2023 года на фоне противостояния украинских властей с Киево-Печерской лаврой митрополиту Украинской православной церкви Павлу было предъявлено обвинение в «разжигании межрелигиозной розни и оправдании или отрицании вооруженной агрессии России против Украины». Религиозный деятель был отправлен под домашний арест, а в июле, по требованию стороны обвинения, — заключён под стражу.
В августе, по словам адвоката митрополита Павла Никиты Чекмана, более тысячи жертвователей из числа верующих собрали деньги на оплату залога почти в 900 тысяч долларов, в результате чего наместник Киево-Печерской лавры вышел из СИЗО.

## Награды

### Церковные
РПЦ
- Орден преподобного Сергия Радонежского II степени
- Орден святого преподобного Серафима Саровского II степени (2011)[23]
- Орден святителя Макария, митрополита Московского I степени (2016)[24]

УПЦ(МП)
- Орден святого равноапостольного князя Владимира I, II и III ст.
- Орден преподобных Антония и Феодосия Печерских II ст.
- Юбилейный орден «Рождество Христово — 2000» I и II ст.
- Награды Сербской, Польской, Американской и Синайской Православных Церквей.

### Светские
Украина
- Орден «За заслуги» III степени (21 августа 1999 года) — за многолетнюю плодотворную церковную деятельность, весомый личный вклад в утверждение принципов христианской морали в обществе[25]. Решением СНБО от 03.12.2022 лишён государственных наград Украины

Россия
- Орден Дружбы (20 апреля 2011 года) — за заслуги в укреплении единства Русской Православной Церкви и дружбы между российским и украинским народами[26].